# Epinephelus corallicola
Epinephelus corallicola är en fiskart som först beskrevs av Achille Valenciennes 1828.  Epinephelus corallicola ingår i släktet Epinephelus och familjen havsabborrfiskar. IUCN kategoriserar arten globalt som otillräckligt studerad. Inga underarter finns listade i Catalogue of Life.